# Hegyhátszentmárton
Hegyhátszentmárton es un pueblo ubicado en el distrito de Körmend, en el condado de Vas, Hungría.

## Superficie
Posee una superficie de 12,74 kilómetros cuadrados.

## Demografía
Hasta 2019 la población era de 59 habitantes, con una densidad de población de 4,631 habitantes por kilómetro cuadrado.